# 宮越虹海
宮越 虹海(みやこし ななみ、1997年10月17日 - ）は、日本のグラビアアイドル、コスプレイヤー。

## 経歴
2017年頃からコスプレイベントや撮影会などで本格的に被写体としての活動を始めた。
2017年7月28日、二人芝居「桜ちゃんがくれた箱」で主演を務め、商業芝居での舞台女優デビューした。
2017年11月24日には1stイメージDVD「にじむ」でグラビアデビューした。
2019年5月から劇団「さかさまの朝」の正式メンバーとなり、以後は舞台女優として客演も含め数々の舞台に出演し、また脚本なども手がけている。。

## 人物
普段お酒が好きな方で、ハイボールを作って好んで飲む方だ。
動画編集ができるため、ユーチューブの動画を直接編集したりもする。

## 作品

### イメージビデオ
- にじみんぐらし（2017年11月24日発売、スパイスビジュアル）
- にじみんまみれ（2021年11月26日発売、竹書房）
- 虹色（2023年4月21日発売、イーネット・フロンティア）
- 彩虹（2023年8月25日発売、イーネット・フロンティア）
- ICONOCLASM（2023年8月25日発売、ラインコミュニケーションズ）
- ご近所遊戯〜お姉さんのおもてなし〜（2024年5月24日発売、ブレイン）
- ご近所遊戯〜お姉さんの堕落〜 （2024年5月24日発売、ブレイン）
- 虹橋 Rainbow レインボー （2024年9月24日発売、エアーコントロール）
- 月虹（2024年9月24日発売、ラインコミュニケーションズ）
- 愚行〜不適切な旅路〜（2025年4月25日発売、ブレイン）
- 愚行〜いけない関係〜（2025年4月25日発売、ブレイン）
- 宮越虹海をお貸しします。（2025年4月25日発売、ラインコミュニケーションズ）